# 梁兆華
梁兆華（Leung Shiu Wah，1994年3月25日—），生於香港，香港籃球運動員，司職得分後衛，現效力香港甲一籃球聯賽球隊永倫。

## 籃球生涯
梁兆華生於香港，於16歲正式接觸籃球，亦經常上網翻看偶像高比拜仁的比賽片段，然後再到街場模仿其動作，到中學就讀遵理學校，而於2012年12月23日首次校隊出戰全港學界籃球精英賽，即奪冠還首度當選最有價值球員，
於2012年開始在班霸球隊南華跟操，期間更在2013年的NIKE League總決賽從偶像高比拜仁手上，接過最有價值運動員獎座，到2015年5月開始，正式為南華征戰聯賽，而且在首場聯賽面對南青後備入替，就取得17分，在2015年4月30日，梁兆華在對永倫的高級組銀牌決賽，在最後0.4秒罰球2投1中，為球隊奠勝，取得自己首個高級組銀牌冠軍。他在2017年賽季，助球隊以全勝姿態橫掃本地聯賽各項冠軍。
2023年6月，梁兆華加入新成立的全國男子籃球聯賽球隊香港金牛。
2024年10月，梁兆華與金牛完約後轉投東方。

## 國際賽生涯
在2014年11月，梁兆華代表香港籃球代表隊出戰亞洲大學男子籃球錦標賽，更歷史性為香港贏得季軍。2017年8月初，梁兆華放棄代表香港隊出戰亞洲盃的機會，轉為最後一次代表香港大專籃球隊參加夏季世界大學生運動會，最終香港總成績排第22名。2017年11月，他獲香港代表隊徵召出戰世界盃亞洲區外圍賽，成為歷史上香港首批參與世界盃的球員，並分別隨於主場和作客迎戰勁旅中國，韓國以及紐西蘭國家隊，結果香港首輪大敗予中國和新西蘭。
2018年7月29日，梁兆華獲香港籃球代表隊徵召，出戰印尼雅加達亞運會。對戰日本的比賽中，他攻入全場最高的35分。

## 外部連結
- 梁兆華的Instagram帳戶
- 梁兆華在fiba.basketball（英语）
- 梁兆華在archive.fiba.com（存檔）（英语）
- 梁兆華在Eurobasket.com（球員）（英语）
- 梁兆華在RealGM（英语）